# Élection présidentielle allemande de 1925
L'élection présidentielle allemande de 1925 (Reichspräsidentenwahl) est la première élection au suffrage universel direct du président du Reich (Reichspräsident), le chef de l'État de la république de Weimar. Le premier président, Friedrich Ebert, décédé le 28 février 1925, avait été élu indirectement, par l'Assemblée nationale de Weimar, mais la Constitution de Weimar exigeait que son successeur soit élu par le « peuple allemand dans son ensemble ». Après deux tours de scrutin, les 29 mars et 26 avril, Paul von Hindenburg est élu deuxième président du Reich.
Bien que se présentant sous une étiquette indépendante, Hindenburg est soutenu par une large coalition de la droite politique. Beaucoup à droite espèrent qu'une fois au pouvoir, il serait plus à même de « présidentialiser » davantage le régime. Les deux autres candidats susceptibles de gagner l'élection sont Otto Braun du Parti social-démocrate (SPD) et Wilhelm Marx du Zentrum (un parti centriste catholique). Braun et Marx sont tous les deux d'anciens membres de la coalition de Weimar et engagés pour perpétuer le système politique en vigueur. Cependant, seul Marx se maintient finalement au second tour de l'élection après le retrait de Braun, pourtant arrivé devant lui.
L'élection a été importante en raison de la période de turbulence politique dans laquelle elle se produit. En vertu de la constitution, le chef de l'État se représente à l'élection de 1932 et joue un rôle important dans l'accession au pouvoir du NSDAP. Toutefois, les soutiens de Hindenburg en 1925 sont rapidement déçus. Bien que dans les années qui suivent son élection d'aucuns s'interrogent sur la constitutionnalité de certaines de ses actions, Hindenburg n'a jamais tenté de renverser la constitution.

## Système électoral
La loi de la république de Weimar, prévoit que, si aucun candidat n'obtient la majorité absolue des voix (soit plus de la moitié) au premier tour de l'élection présidentielle, un second tour de scrutin doit avoir lieu dans lequel le candidat obtenant le plus de voix est considéré comme élu. Les partis politiques défaits au premier tour sont autorisés à publier des consignes de votes pour le second.

## Campagne

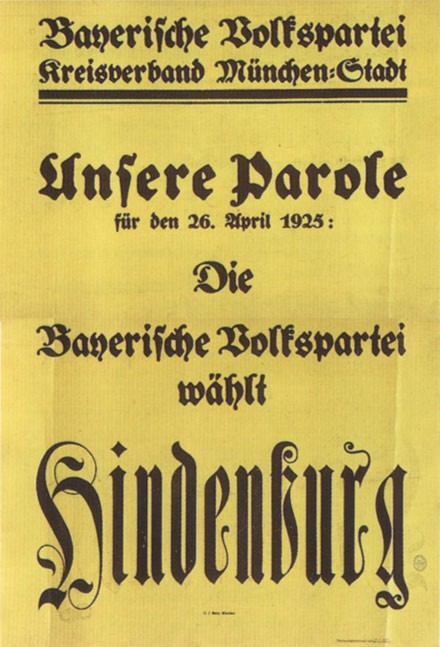
Affiche du BVP en faveur de Paul von Hindenburg.
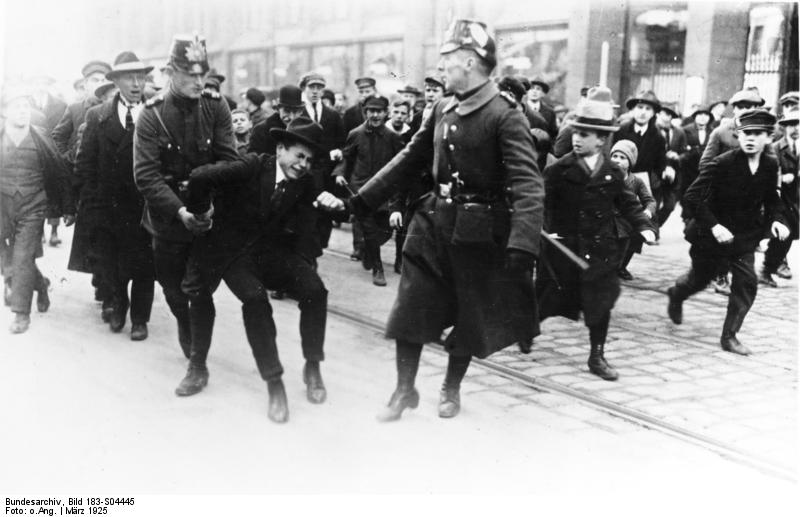
Arrestation lors d'émeutes, le 29 mars 1925, à Berlin.
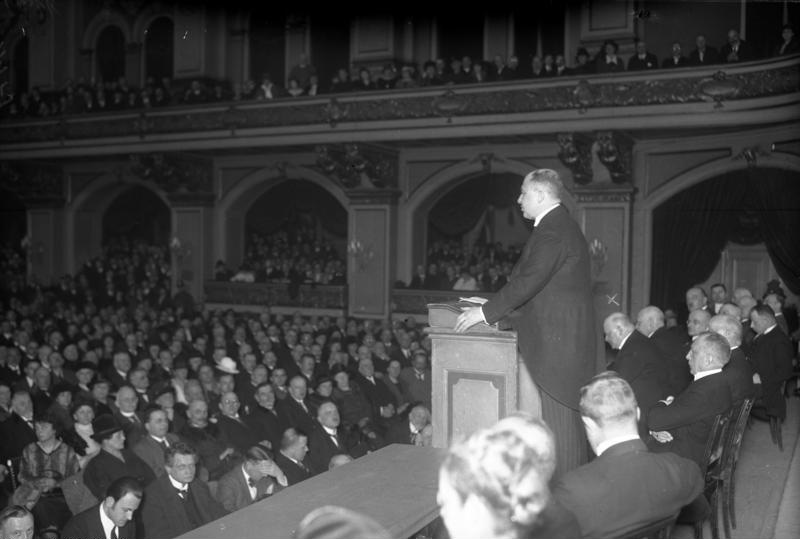
Karl Jarres, lors d'un discours, en mars 1925.
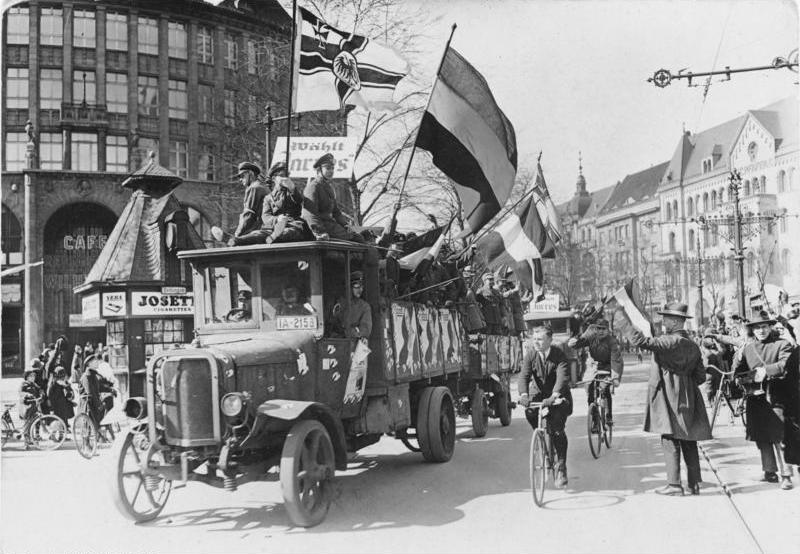
Char de campagne en faveur de Jarres.
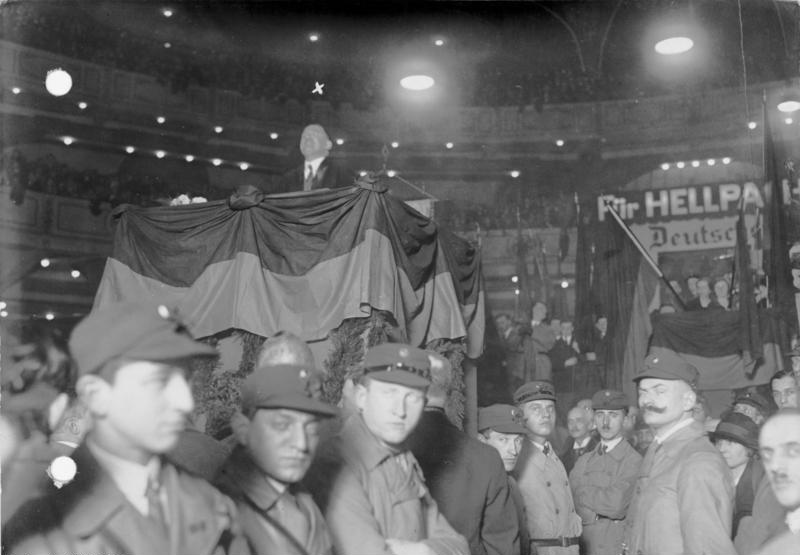
Willy Hellpach, lors d'un discours au palais des sports de Berlin.
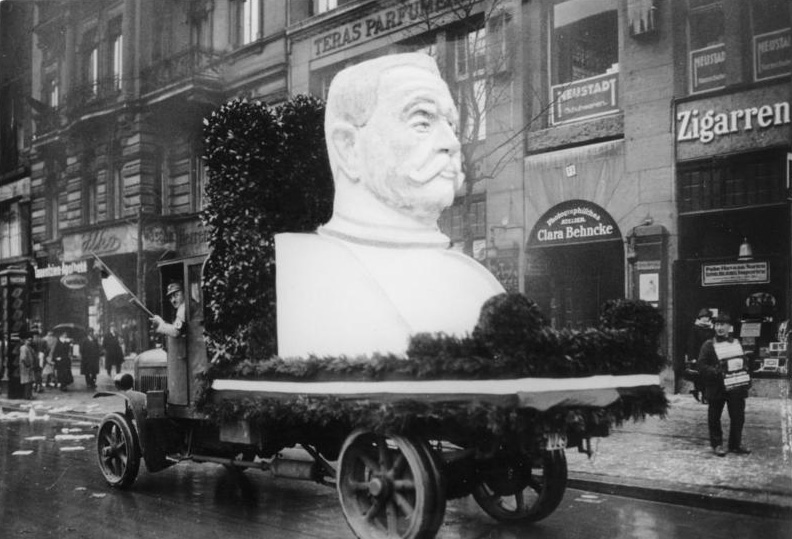
Char de campagne portant une effigie de Hindenburg.
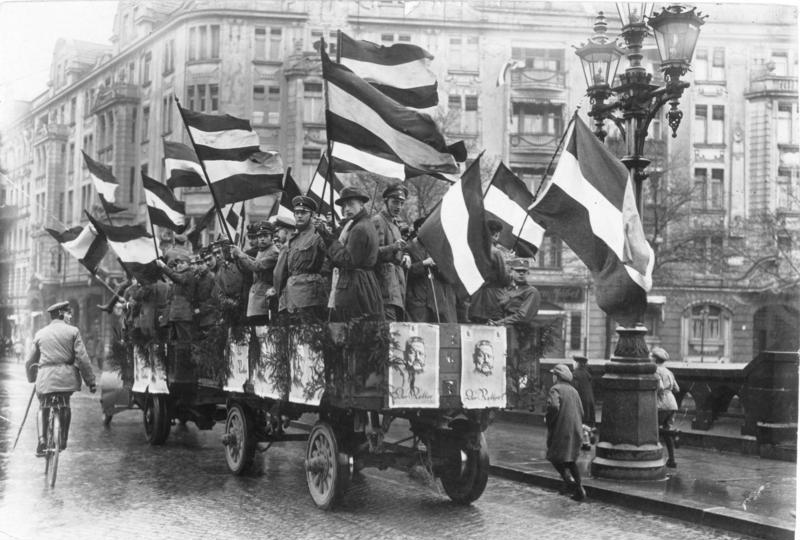
Char de campagne en faveur de Hindenburg.
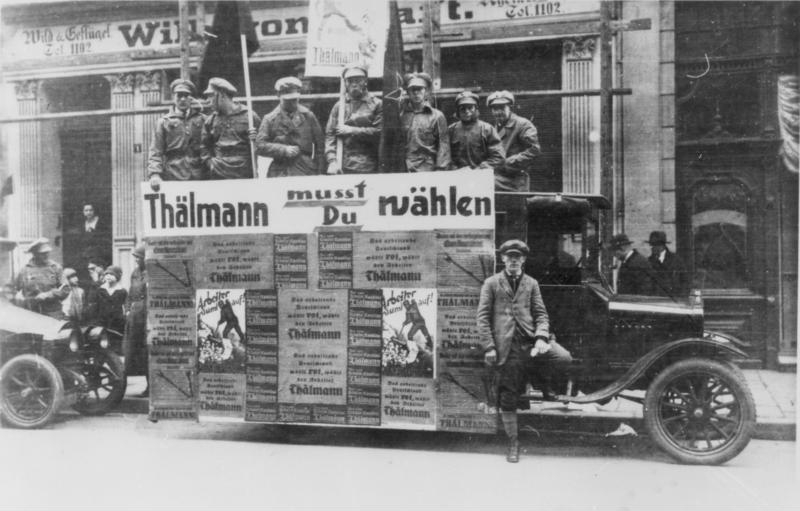
Char de campagne en faveur du KPD.
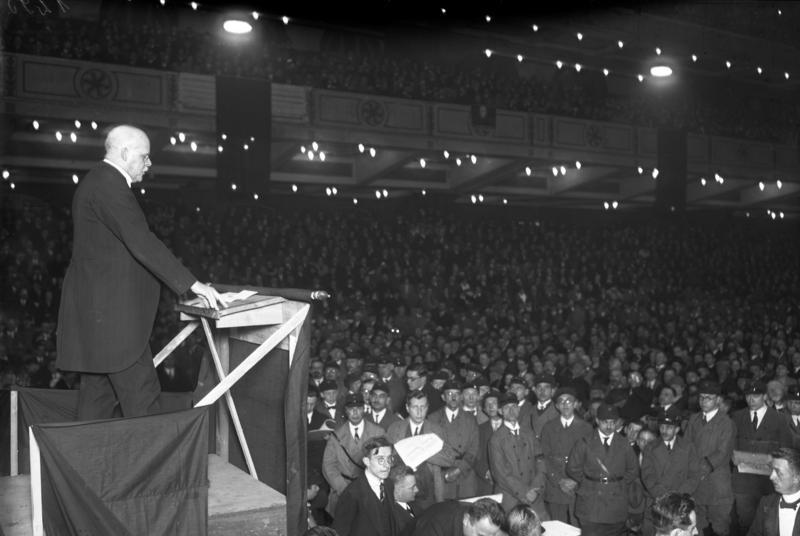
Wilhelm Marx, lors d'un discours, le 17 avril 1925.

## Premier tour

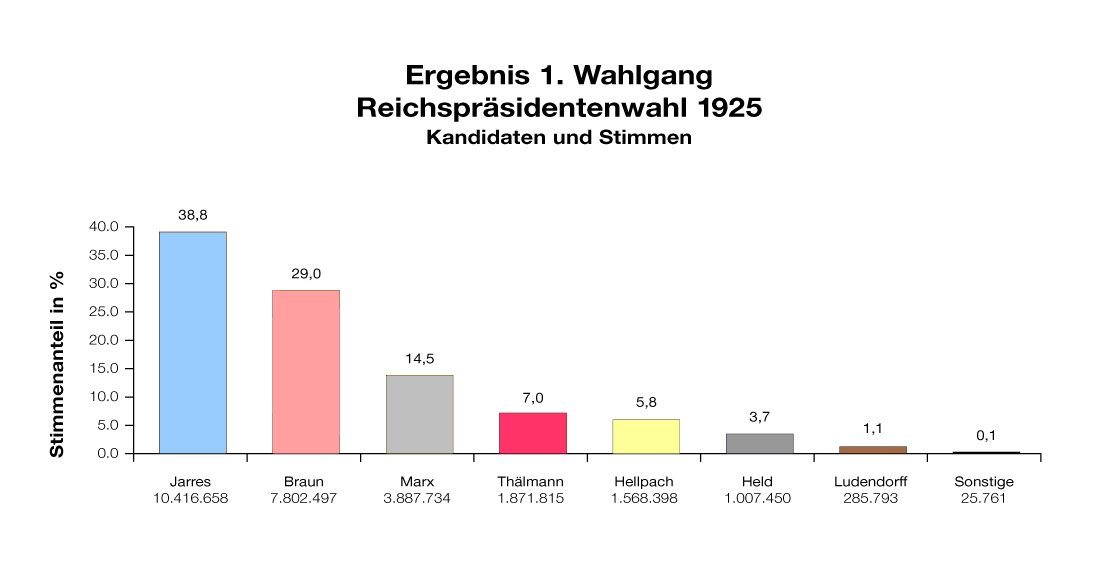

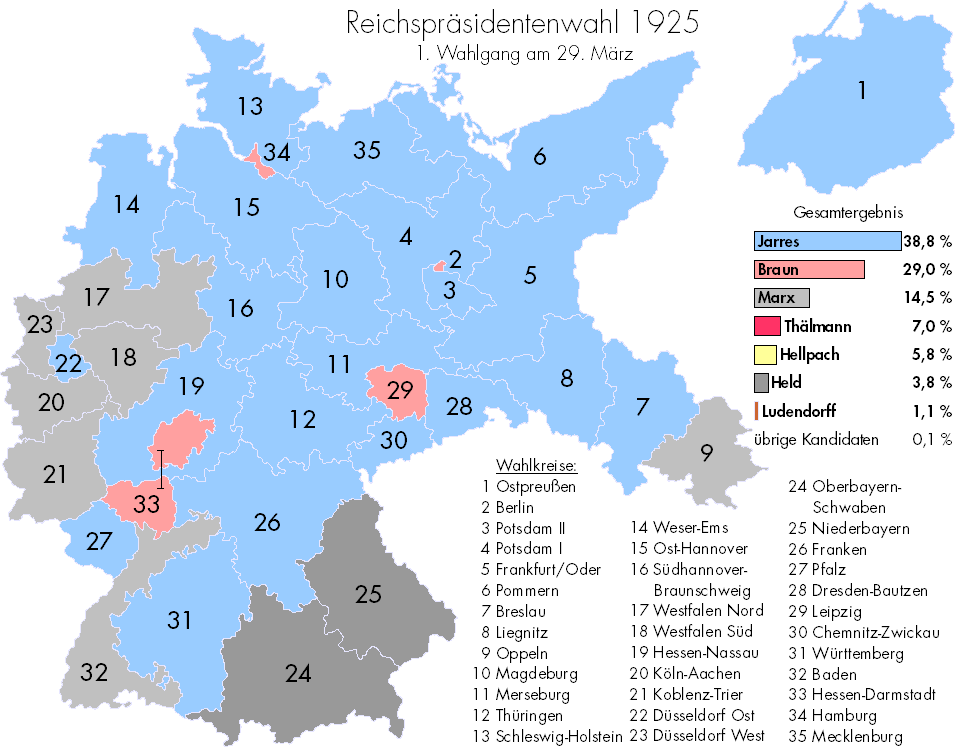

Sept candidats sont en lice pour le premier tour. Hindenburg ne figure pas parmi ceux-ci ; il n'entre en lice qu'au second tour. Le candidat le plus populaire de la droite politique est Karl Jarres, membre du DVP ; c'est un ancien ministre de l'Intérieur, vice-chancelier et le maire de Duisbourg. Otto Braun, candidat du SPD, est un ancien ministre-président de Prusse et une figure connue et respectée. Le candidat du Zentrum, Wilhelm Marx, est le président du parti qu'il représente et un ancien chancelier du Reich. Les autres candidats notables sont Ernst Thälmann du Parti communiste (KPD) et Willy Hellpach du Parti démocrate allemand (DDP). Le premier tour du scrutin a lieu le 29 mars, avec une participation de 68,9 %.
| Candidats                | Candidats                | Parti                         | Voix       | %     |
| ------------------------ | ------------------------ | ----------------------------- | ---------- | ----- |
|                          | Karl Jarres              | Parti populaire allemand      | 10 416 658 | 38,77 |
|                          | Otto Braun               | Parti social-démocrate        | 7 802 497  | 29,04 |
|                          | Wilhelm Marx             | Zentrum                       | 3 887 734  | 14,47 |
|                          | Ernst Thälmann           | Parti communiste              | 1 871 815  | 6,97  |
|                          | Willy Hellpach           | Parti démocrate               | 1 568 398  | 5,84  |
|                          | Heinrich Held            | Parti populaire bavarois      | 1 007 450  | 3,75  |
|                          | Erich Ludendorff         | Parti populaire de la liberté | 285 793    | 1,06  |
|                          | Autres candidats         | Autres candidats              | 25 761     | 0,10  |
|                          |                          |                               |            |       |
| Votes valides            | Votes valides            | Votes valides                 | 26 866 106 | 99,44 |
| Votes blancs et nuls     | Votes blancs et nuls     | Votes blancs et nuls          | 150 654    | 0,56  |
| Total                    | Total                    | Total                         | 27 016 760 | 100   |
| Inscrits / participation | Inscrits / participation | Inscrits / participation      | 39 226 138 | 68,87 |

## Second tour

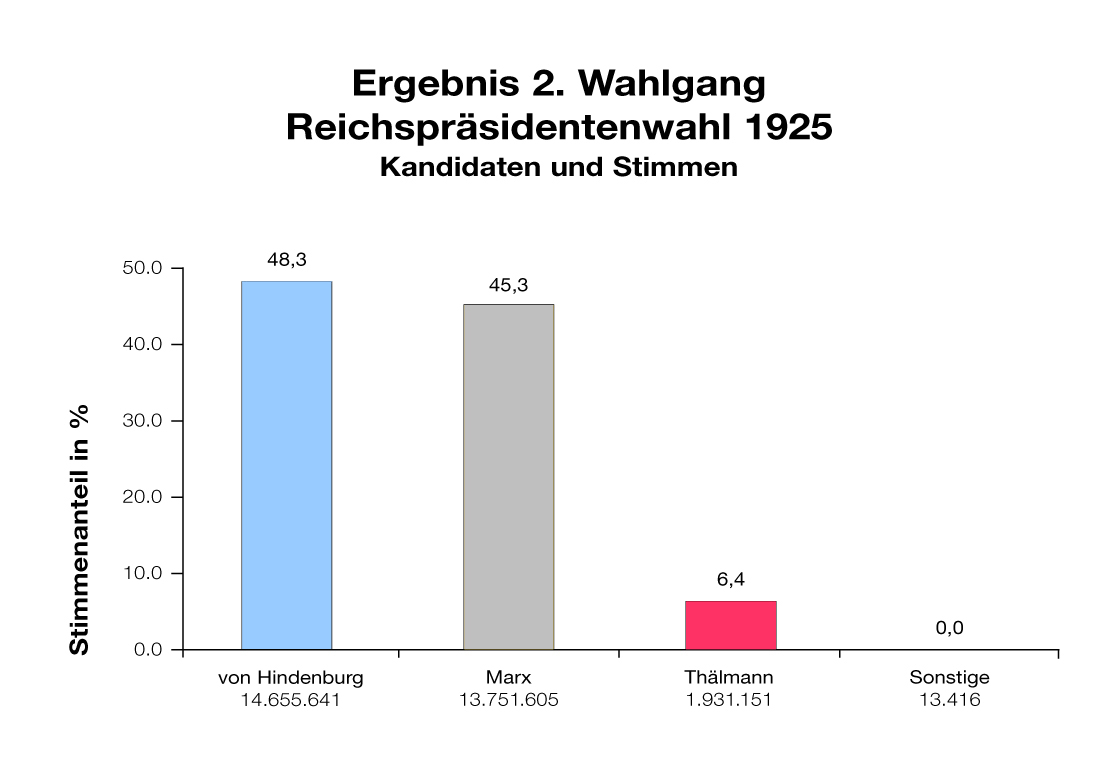

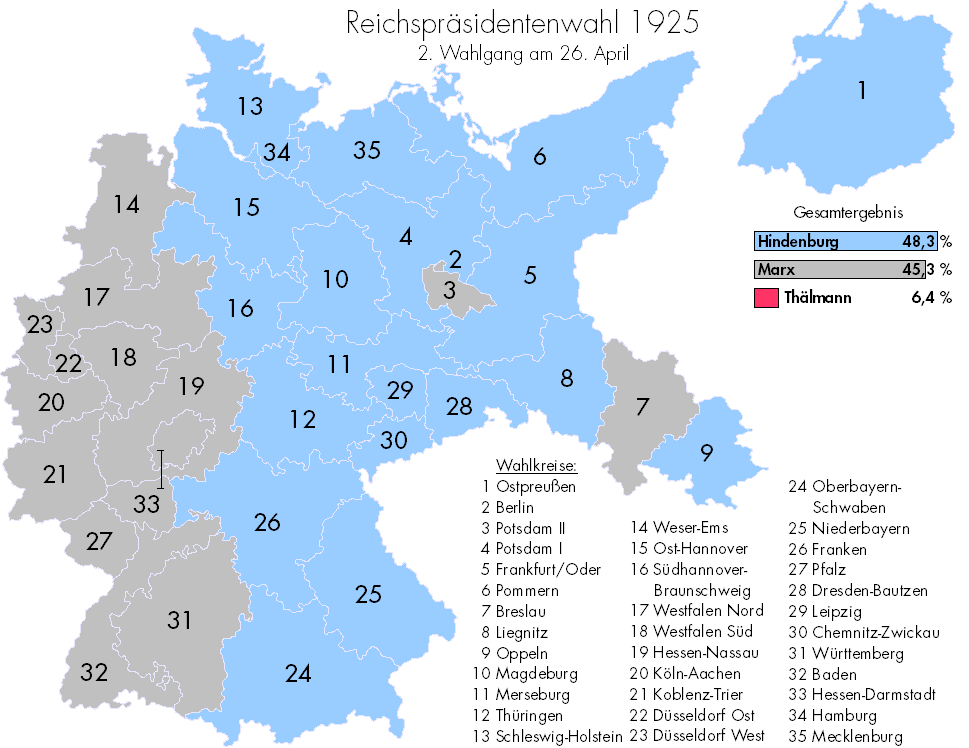

Après le premier tour de l'élection, Karl Jarres se retire en faveur de Hindenburg, ancien monarchiste et chef-d'état major de l'armée allemande (Reichsheer) pendant la Première Guerre mondiale. Hindenburg accepte à contrecœur, après une consultation préalable avec le kaiser déposé Guillaume II. Ses partisans appartiennent au DVP, au DNVP et au BVP. Le DVP, et en particulier son chef Gustav Stresemann, émettent toutefois des réserves sur l'idée d'une présidence Hindenburg, en raison de ses éventuelles conséquences pour la politique étrangère allemande ; il se rallie finalement à cette candidature.
Le SPD et le Zentrum acceptent de faire de Wilhelm Marx leur candidat commun pour faire front contre Hindenburg et ainsi, le Zentrum ayant refusé de soutenir Braun, celui-ci se retire de fait de la course présidentielle. Le DDP accepte également à contrecœur de retirer son candidat et de soutenir Marx. Les partisans de Marx comprenant à la fois la gauche modérée et le centre, ses chances de l'emporter apparaissent comme supérieures. Les trois participants au second tour sont donc Hindenburg, Marx et Thälmann (le candidat communiste). En fait, la participation de Thälmann scinde en deux le vote des électeurs de gauche, ce qui donne un avantage à Hindenburg. L'élection a lieu le 26 avril, avec une participation de 77,6 %. Hindenburg gagne avec 48,3 % des voix contre 45,3 % à Marx.
| Candidats                | Candidats                | Parti                    | Voix       | %     |
| ------------------------ | ------------------------ | ------------------------ | ---------- | ----- |
|                          | Paul von Hindenburg      | Indépendant              | 14 655 641 | 48,29 |
|                          | Wilhelm Marx             | Zentrum                  | 13 751 605 | 45,31 |
|                          | Ernst Thälmann           | Parti communiste         | 1 931 151  | 6,36  |
|                          | Autres candidats         | Autres candidats         | 13 416     | 0,04  |
|                          |                          |                          |            |       |
| Votes valides            | Votes valides            | Votes valides            | 30 351 813 | 99,29 |
| Votes blancs et nuls     | Votes blancs et nuls     | Votes blancs et nuls     | 216 061    | 0,71  |
| Total                    | Total                    | Total                    | 30 567 874 | 100   |
| Inscrits / participation | Inscrits / participation | Inscrits / participation | 39 414 316 | 77,56 |

## Sources
1. 1 2  (de) « Deutschland: Die Reichspräsidenten 1919-1934 », sur www.gonschior.de (consulté le 9 mars 2022).

- (en) Cet article est partiellement ou en totalité issu de l’article de Wikipédia en anglais intitulé « German presidential election, 1925 » (voir la liste des auteurs).